# Baltic Center for Contemporary Art
Baltic Centre for Contemporary Art (noto semplicemente come Baltic, stilizzato  anche come BALTIC) è un museo e centro per l'arte contemporanea situato sulla riva sud del fiume Tyne accanto al Gateshead Millennium Bridge a Gateshead, in Inghilterra. 
Ospita sia esposizioni che eventi, senza però avere mostre permanenti. Ha aperto nel 2002 in un ex mulino poi convertito a polo museale.
La direttrice del Baltic è Sarah Munro, che è stata nominata a novembre 2015 ed è la prima donna a ricoprire tale carica in Inghilterra. Il Baltic è un ente di beneficenza registrato secondo la legge inglese.